# Апсет року за версією журналу «Ринг»
Апсет року (англ. Upset of the Year) — звання, яке присуджують бою, що приніс найнесподіваніший у плані очікувань спеціалістів і вболівальників результат боксерського поєдинку. Переможців у цій категорії нагород визначає журнал «The Ring» з 1970 року.

## Список "Апсетів року"

### 1970—1979
1970 -  Біллі Бекус — KO4  Хосе Наполіс

1971 -  Альфредо Маркано — KO10  Кобаясі Хіросі

1972 -  Естебан де Хесус — UD10  Роберто Дюран

1973 -  Кен Нортон — SD12  Мухаммед Алі

1974 -  Мухаммед Алі — KO8  Джордж Форман

1975 -  Джон Стрейсі — KO6  Хосе Наполіс

1976 -  Вілфред Бенітес — SD15  Антоніо Сервантес

1977 -  Хорхе Лухан — KO10  Альфонсо Самора

1978 -  Леон Спінкс — SD15  Мухаммед Алі

1979 -  Віто Антуофермо — D15  Марвін Гаглер

### 1980—1989
1980 -  Уєхара Ясуцуне — KO6  Самуель Серрано

1981 -  Роджер Стаффорд — UD10  Хосе Куевас

1982 -  Кіркленд Лейн — SD10  Роберто Дюран

1983 - ( Південна Африка) Джеррі Котзі — KO10  Майкл Докс

1984 -  Джин Гетчер — TKO11  Джонні Бумфус

1985 -  Майкл Спінкс — UD15  Ларрі Голмс

1986 -  Ллойд Хоніган — KO6  Дональд Каррі

1987 -  Шуґар Рей Леонард — SD12  Марвін Гаглер

1988 -  Айрен Барклі — TKO3  Томас Гернс

1989 -  Рене Жако — UD12  Дональд Каррі

### 1990—1999
1990 -  Джеймс Дуглас — KO10  Майк Тайсон

1991 - Не визначався

1992 -  Азума Нельсон — KO8  Джеф Фенеч

1993 -  Саймон Браун — KO4  Террі Норріс

1994 -  Вуяні Бунгу — UD12  Кеннеді Маккінні

1995 -  Віллі Салазар — KO7  Денні Ромеро

1996 -  Евандер Холіфілд — TKO11  Майк Тайсон

1997 -  Вінс Філіпс — KO10  Костя Цзю

1998 -  Іван Робінсон — UD10  Артуро Гатті

1999 -  Віллі Вайс — UD10  Хуліо Сезар Чавес

### 2000—2009
2000 -  Хосе Луїс Кастильйо — MD12  Стіві Джонсон

2001 -  Хасим Рахман — KO5  Леннокс Льюїс

2002 -  Хуан Карлос Рубіо — UD10   Франсіско Бохадо

2003 -  Коррі Сандерс — TKO2  Володимир Кличко

2004 -  Глен Джонсон — KO9  Рой Джонс

2005 -  Захір Рахім — UD12  Ерік Моралес

2006 -  Карлос Бальдомір — UD12  Заб Джуда

2007 -  Ноніто Донер — KO5  Вік Дарчинян

2008 -  Бернард Гопкінс — UD12  Келлі Павлік

2009 -  Хуан Карлос Сальгадо — KO1  Хорхе Лінарес

### 2010—2019
2010 -  Джейсон Ліцау — SD10  Селестино Кабальєро

2011 -  Ісіда Нобухіро — KO1  Джеймс Керкленд

2012 -  Сонні Бой Джаро — TKO6  Пхонгсаклек Ванчонгкхам

2013 -  Маркос Майдана — UD12  Едріен Бронер

2014 -  Кріс Алгієрі — SD12  Руслан Проводніков

2015 -  Тайсон Ф'юрі — UD12  Володимир Кличко

2016 -  Джо Сміт — TKO1  Анджей Фонфара

2017 -  Садам Алі — UD12  Мігель Котто

2018 -  Крістофер Росалес — TKO9  Хіґа Дайґо

2019 -  Енді Руїз — TKO7  Ентоні Джошуа

### 2020—2029
2020 -  Теофімо Лопес — UD12  Василь Ломаченко

2021 -  Джордж Камбосос — SD12  Теофімо Лопес

2022 -  Джай Опетая — UD12  Майріс Брієдіс

2023 -  Рафаель Еспіноса — MD12  Робейсі Рамірес

2024 -  Бруно Сурас — KO6  Хайме Мунгуя